# Vasilij Ivanovič Razumovskij
Vasilij Ivanovič Razumovskij (rusky Василий Иванович Разумовский, 8. dubna 1857, Jefimovka, Samarská gubernie – 7. dubna 1935, Jessentuki) byl ruský chirurg, autor asi 150 odborných děl.

## Život
V roce 1880 absolvoval lékařskou fakultu císařské kazaňské univerzy. Od roku 1887 zde byl profesorem chirurgie. V roce 1893 poprvé navštívil Kavkazskije miněralnyje vody jako turista. Od roku 1896, na pozvání správy resortu, v letním období pracoval v lázních jako placený chirurg – konzultant. V letech 1896–1898 působil v Železnovodsku, později v Pjatigorsku v soukromé nemocnici dr. Ržaksinského.
Byl jedním ze zakladatelů a první rektor císařské saratovské univerzity (1909–1912), rektor tbiliské univerzity (1918) a první rektor univerzity v Baku (1919). Po roce 1920 se vrátil do Saratova na univerzitu a pracoval zde do roku 1930. V roce 1930 odešel do důchodu, ale pokračoval ve své organizační a lékařské činnosti jako poradce pro lázeňství na Kavkaze.